# Station Courcelles-le-Comte
Station Courcelles-le-Comte is een spoorwegstation in de Franse gemeente Courcelles-le-Comte.